# Cariblattoides suave
Cariblattoides suave är en kackerlacksart som beskrevs av Rehn, J. A. G. och Morgan Hebard 1927. Cariblattoides suave ingår i släktet Cariblattoides och familjen småkackerlackor.
Artens utbredningsområde är Puerto Rico. Inga underarter finns listade.